# Xã Dakota, Quận Meade, South Dakota
Xã Dakota (tiếng Anh: Dakota Township) là một xã thuộc quận Meade, tiểu bang Nam Dakota, Hoa Kỳ. Năm 2010, dân số của xã này là 29 người.